# Ростовсько-Суздальське князівство

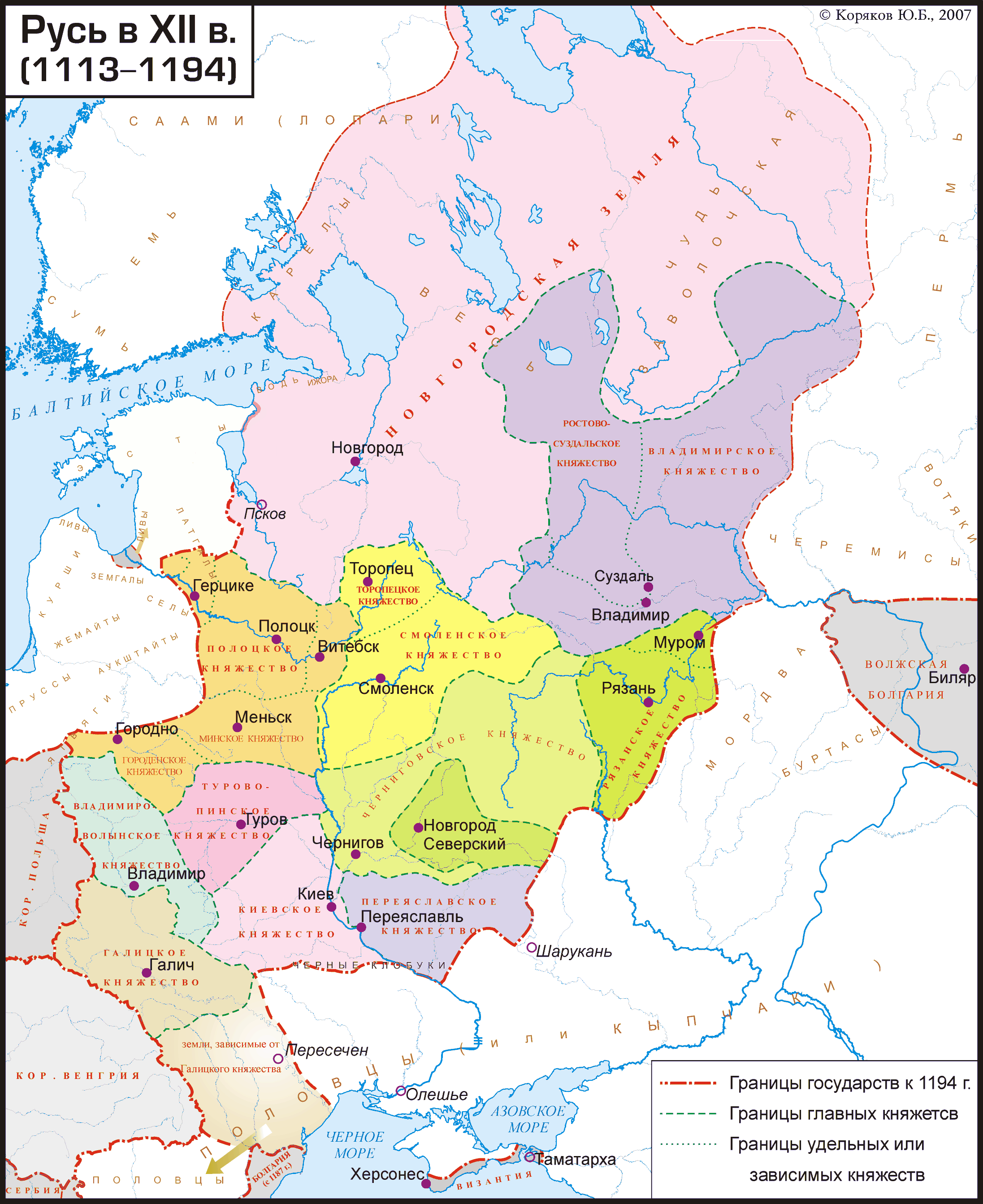
Ростовсько-Суздальське князівство (1125-1155)

Ростовсько-Суздальське князівство — руська феодальна середньовічна держава з центром у волзько-окському межиріччі у 1125—1155 роках. Перенесення центру Ростовського князівства до Суздаля у 1125 й потім до Володимира у 1155 визначають часові межі існування Суздальського князівства.

## Історія
Відокремлення Ростовської землі від Руської держави відбулося під час правління Юрія Долгорукого (1113—1157). У 1107 році Юрій одружився з дочкою половецького хана Аєпи й, вже бувши тісно пов'язаним з половцями, повинен був захистити ці землі від булгарських вторгнень. У 1120 році за дорученням батька разом з половцями він провів похід на Волзьку Булгарію. Після цього загроза з боку Булгарії зникла на кілька десятиріч. У 1125 році Юрій Долгорукий переніс столицю своїх володінь в Суздаль.
Після смерті в Києві старшого брата Мстислава у 1132 році, князь Юрій, відстоював у українських землях інтереси молодших Мономаховичів, при цьому основними його суперниками були сини Мстислава.
У 1130-ті роки за погодженням зі своїм старшим братом Ярополком Володимировичем Юрій на короткий період передав Ростов Ізяславу Мстиславичу, й продовжив керувати іншими волостями. У 1134 році князівство піддалося нападу Всеволода й Ізяслава Мстиславичів з новгородською раттю. Битва біля Жданов-гори не виявило переможця. У 1146 році в суздальську землю вдерся Ростислав Ярославович Рязанський, тим самим зірвавши план походу Юрія Долгорукого на південь і сприяв зміцненню Ізяслава Мстиславича на київському престолі. 1149 році Ізяслав і Ростислав Мстиславичі зі смолянами та новгородцями розорили суздальські володіння над Волгою й вивели з князівства 7 тисяч полонених.
У 1155 році син Юрія Андрій Боголюбський поїхав з Русі від батька до міста Володимир, як нової княжої резиденції. Князь повіз з собою написану в Візантійській імперії Вишгородську ікону Богоматері, пізніше відому як Володимирська ікона. План Юрія Долгорукого, за яким його старші сини повинні були закріпитися в українських землях, а молодші — правити в Ростові й Суздалі, залишився нереалізованим. З переносом княжої столиці до Володимира волго-окська держава прийняла найменування Володимир-Суздальске князівство.